# Aziza bint al-Ghitrif
Aziza bint al-Ghitrif ibn Ata (arabisch عزيزة بنت الغطريف بن عطاء, DMG ʿAzīza bt. al-Ġiṭrīf b. ʿAṭāʾ) war eine Ehefrau des fünften Abbasiden-Kalifen Harun al-Raschid (reg. 786–809).

## Leben
Aziza war die Tochter von al-Ghitrif ibn Ata, einem Bruder von al-Chaizuran (gest. 789). Diese war eine ehemalige Sklavin, Gattin des dritten Abbasiden-Kalifen al-Mahdi (um 744–785, reg 775–785) und Mutter der auf ihn nachfolgenden Kalifen al-Hadi (766/767–786, reg. 785–786) und Harun al-Raschid (766–809, reg. 786–809). Im Jahr 786 bestieg Azizas Cousin Harun al-Raschid den Thron des Kalifen.
Aziza war mit dem Abbasiden-Prinzen Sulaiman ibn Abi Dschafar verheiratet, doch wurde die Ehe geschieden. Später heiratete Aziza ihren Cousin Harun al-Raschid. Die Ehe blieb kinderlos.

## Rezeption
In der klassisch-arabischen Literatur findet Aziza unter anderem Erwähnung in den Geschichtswerken von al-Tabarī (839–923) und Ibn al-Dschauzi (um 1114–1201).